# Jacques-Barthélemy Renoz

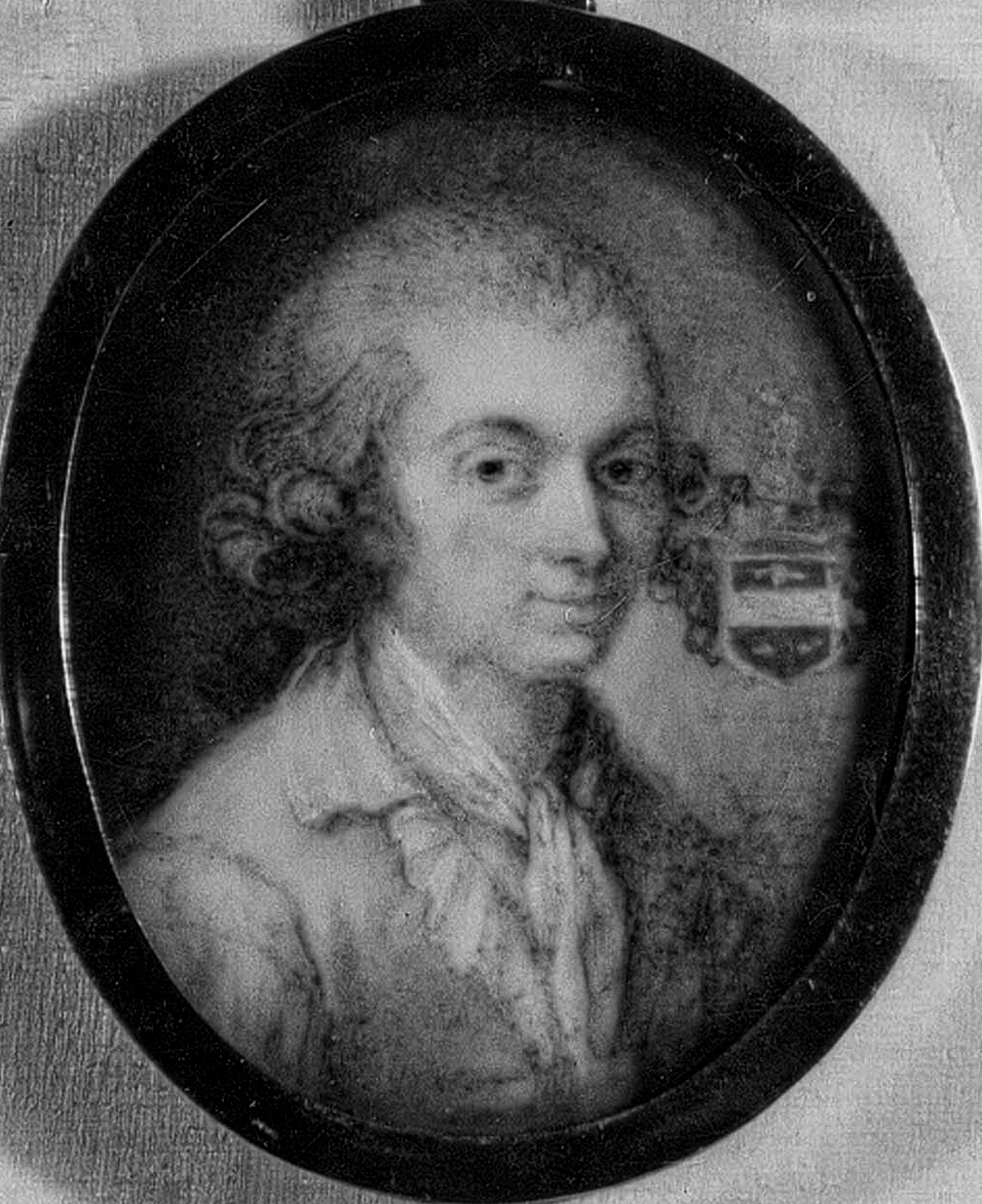
Portret van Renoz door onbekende schilder

Jacques-Barthélemy Renoz (Luik,  1729 — aldaar, 1786) was een Luiks architect uit de late barokperiode (het neoclassicisme), die voornamelijk in de stedendriehoek Luik-Aken-Maastricht werkzaam was. Samen met de Luikse architecten Jean-Gilles Jacob, Barthélemy Digneffe en Etienne Fayen, en naast de Akenaren Laurenz Mefferdatis, Joseph Moretti en Johann Joseph en Jakob Couven, en de Maastrichtenaren François, Matheius en Mathias Soiron, kan hij gerekend worden tot de belangrijkste bouwmeesters van de 18e-eeuwse barokarchitectuur in het prinsbisdom Luik.

## Biografische schets
Jacques-Barthélemy Renoz werd in Luik geboren als telg uit een familie waarvan vermoed werd dat het een oude adellijke familie uit Bourgondië was. In 1763 ontving Jacques-Barthélemy daarvan een attest van de wapenheraut van het prinsbisdom Luik.
Uit zijn huwelijk met een onbekende vrouw werd ten minste een zoon geboren, Henri Renoz, die een bekend industrieel was in Luik. Diens twee zonen, Napoléon en Prosper, waren beiden officier in het Belgische leger en werden beiden in 1838 door koning Leopold I erkend als lid van de Belgische adel. Beiden stierven kinderloos, waarmee tevens het adellijk geslacht in 1878 uitstierf.

## Loopbaan

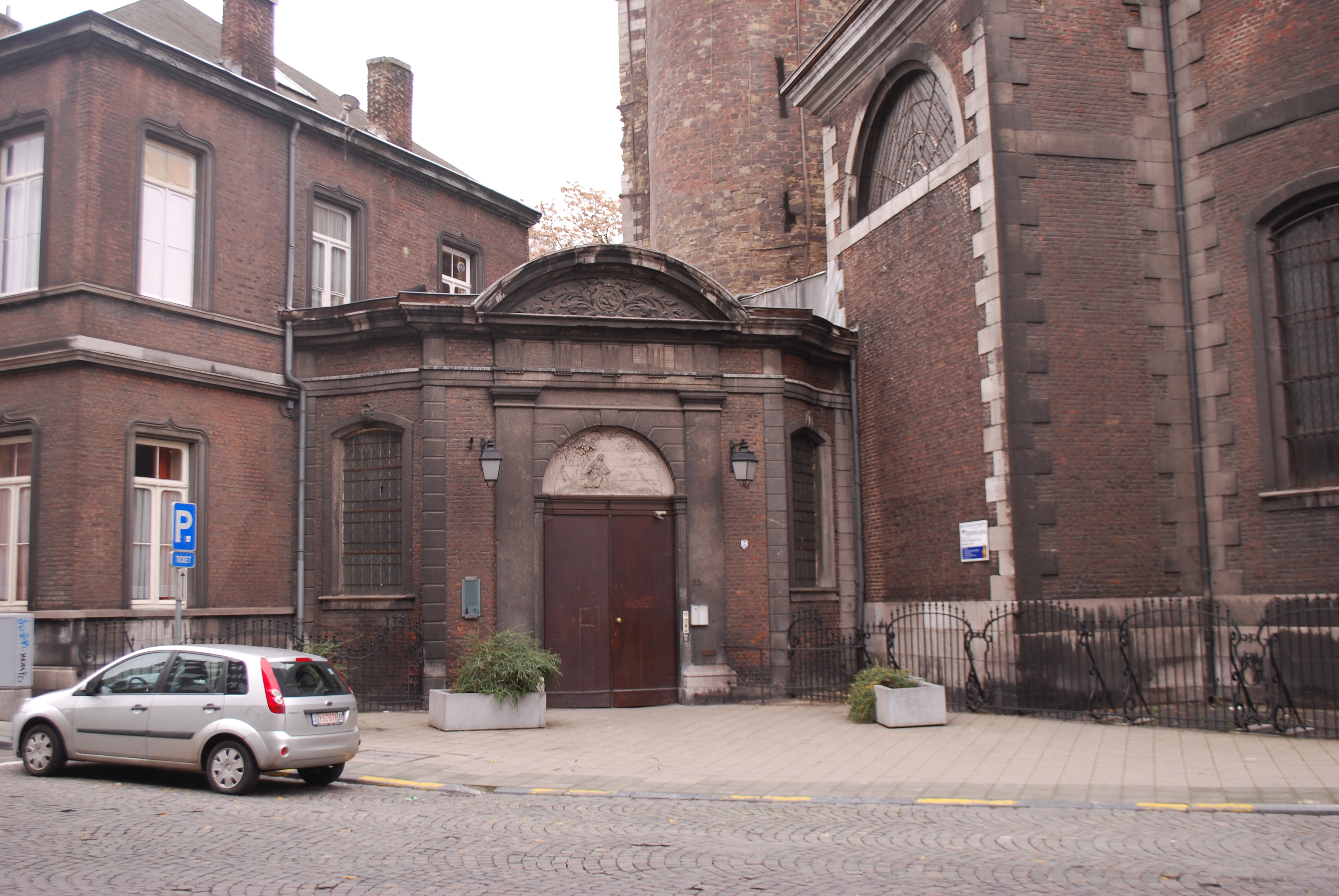
Portaal collegiale kerk van St.-Jean, Luik (met Pisoni)

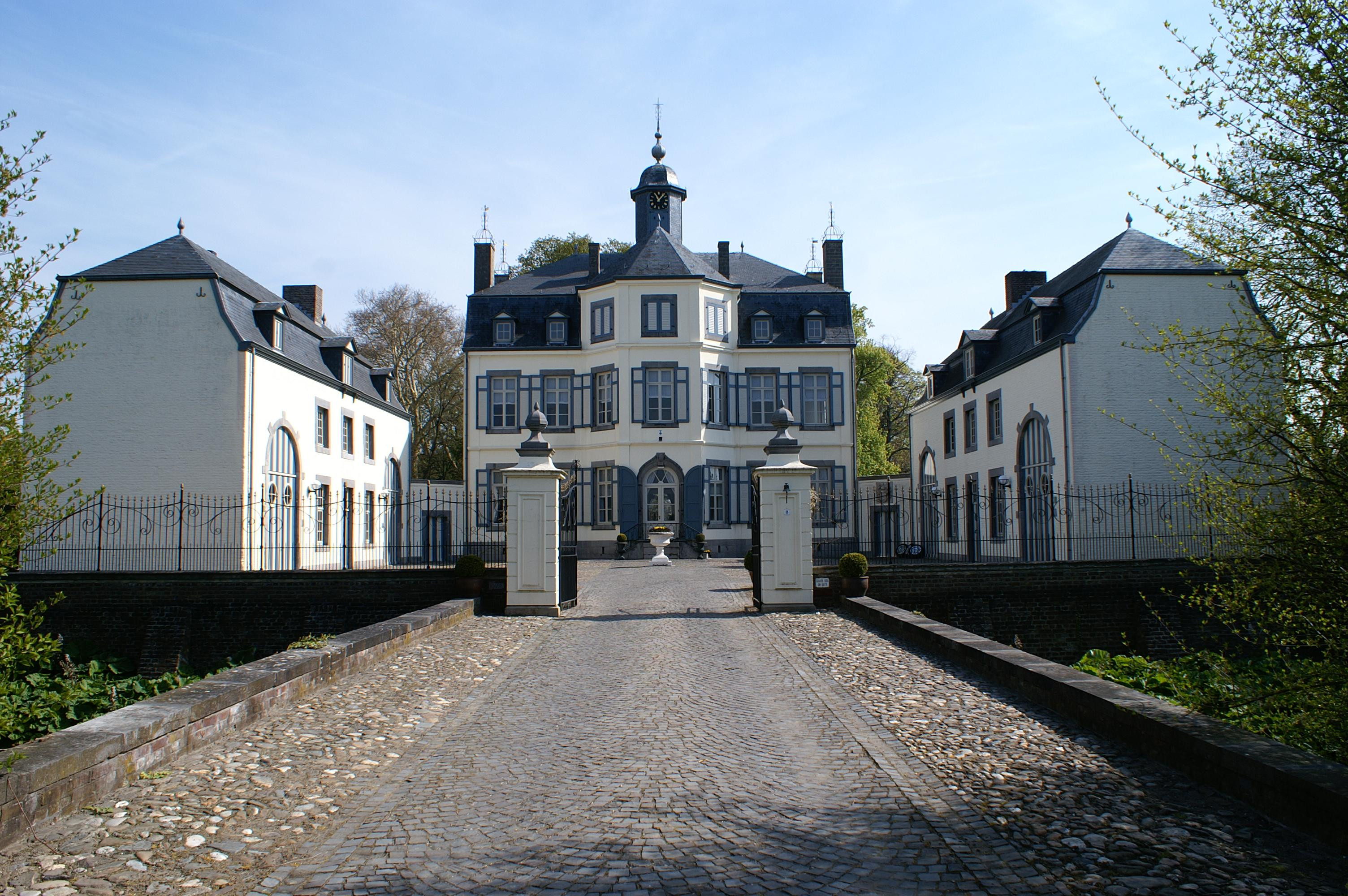
Kasteel Obbicht

Een van Renoz' eerste opdrachten was de bouw van de collegiale kerk van St.-Jean in Luik in 1754, naar plannen van de Zwitsers-Italiaanse architect Gaetano Matteo Pisoni. De jonge Jacques-Barthelemy Renoz voerde het ontwerp van Pisoni uit, waarvoor de oude romaanse centraalbouw, op de toren na, werd gesloopt.
In 1770 ontving hij de opdracht om het bestaande Kasteel van Hasselbroek, een bouwwerk in Maaslandse renaissancestijl, uit te breiden met een neoclassicistische vleugel. De opdrachtgever was Jean-Henri Bormans van Hasselbroek, proost van het Onze Lieve Vrouwe-kapittel te Hoei en persoonlijk raadgever van prins-bisschop Franciscus Karel de Velbrück van Luik. Deze laatste benoemde Renoz in 1774 tot directeur van de nieuw opgerichte Luikse tekenschool.
In 1775 kreeg Renoz opnieuw een prestigieuze opdracht, ditmaal van de Luikse kanunnik Maximilien-Henri de Geyer Schweppenburg, die in Sclessin een stuk grond had gekocht voor een landelijk gelegen villa, kasteel van Beaumont genaamd. Dit gebied, tegen de heuvel Cointe aan, vlak bij de Maas, was in de 18e eeuw erg in trek bij welgestelden. Het lijkt erop dat De Geyer Schweppenburg handelde in opdracht van de prins-bisschop van Luik, die de villa naar verluidt gebruikte om zijn minnaressen te ontmoeten. Om de hoogteverschillen te overwinnen, bouwde de architect hoge kelderruimtes tegen de helling. Een hoefijzervormige trap geeft het gebouw een statige entree. Hardstenen pilasters verlenen de gevel verticale accenten. Enkele jaren later bouwde Renoz een lustslot in Obbicht, dat sterk op het kasteel van Beaumont lijkt.
In 1779 organiseerde de stad Luik een stedebouwkundige wedstrijd om een gedeelte van de stad te verfraaien. Renoz ontwierp een brede laan langs een bocht van de Maas, een groot rechthoekig plein met zes daarop aansluitende nieuwe straten. Het plan werd wegens geldgebrek niet uitgevoerd.
Een van de laatste opdrachten die hij kreeg kwam van het kapittel van de kerk die gewijd was aan een van zijn naamheiligen, de St.-Barthélemy in Luik. Renoz voegde aan het zware romaanse westwerk van de kerk een elegant neoclassicistisch portaal van Naamse steen toe, dat wonderwel harmonieerde met de ruwe muren van kolenzandsteen. Begin 21e eeuw is het westwerk van de kerk gepleisterd en geschilderd, waardoor het contrast met het achttiende-eeuwse portaal minder groot lijkt.

## Werken
- 1754-1757: Collegiale kerk van St. Jan Evangelist, Luik (uitvoering bestaand ontwerp)
- ca. 1766: Kerk van het Heilig Sacrament (vm. Augustijnenkerk), boulevard d'Avroy, Luik
- 1769-79: Waux-Hall, Spa
- 1770: Kasteel van Hasselbroek, Jeuk
- 1772 : Herbouw kerk Saint-André, Luik
- 1775-80: Stadhuis, Verviers
- 1775-76: Kasteel van Beaumont, Luik
- 1780: Kasteel Obbicht
- 1782: Portaal St.-Barthélemy, Luik
- 1779: Ontwerp gebouw Société Littéraire de Liège
- 1786: Verbouwing Belle Maison, Marchin

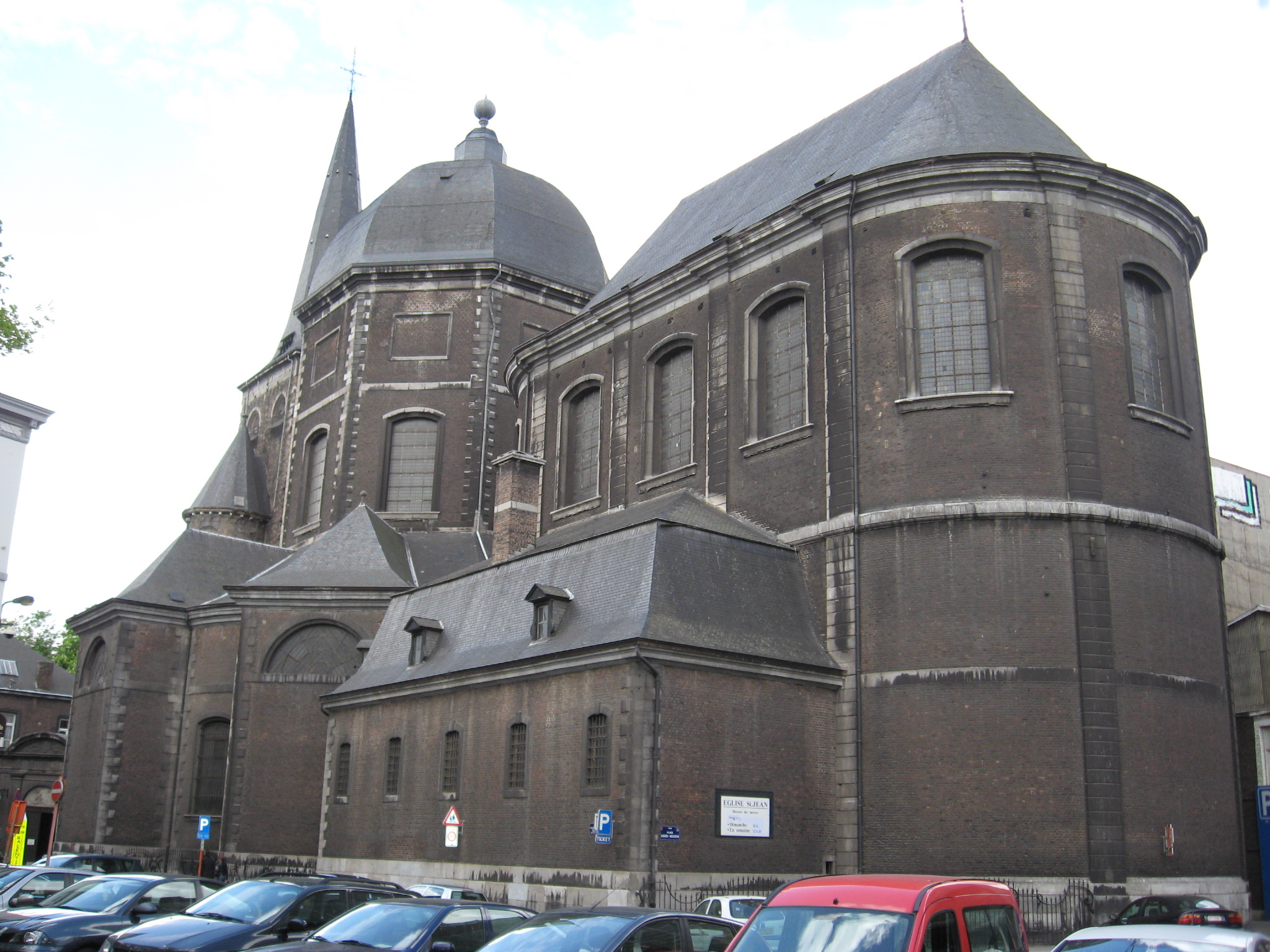
Kerk van St.-Jean, Luik
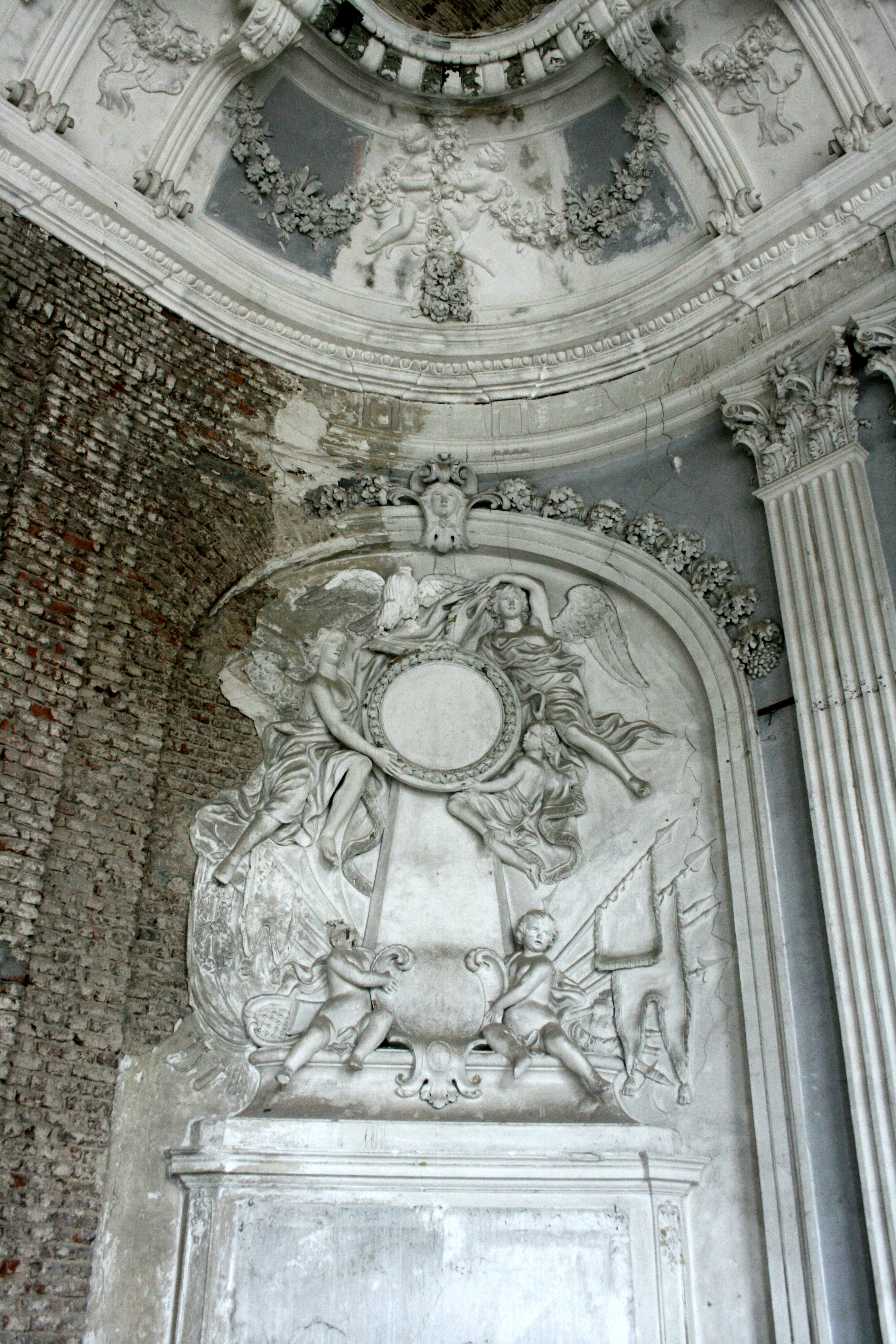
Waux-Hall, Spa, in desolate staat (2009)
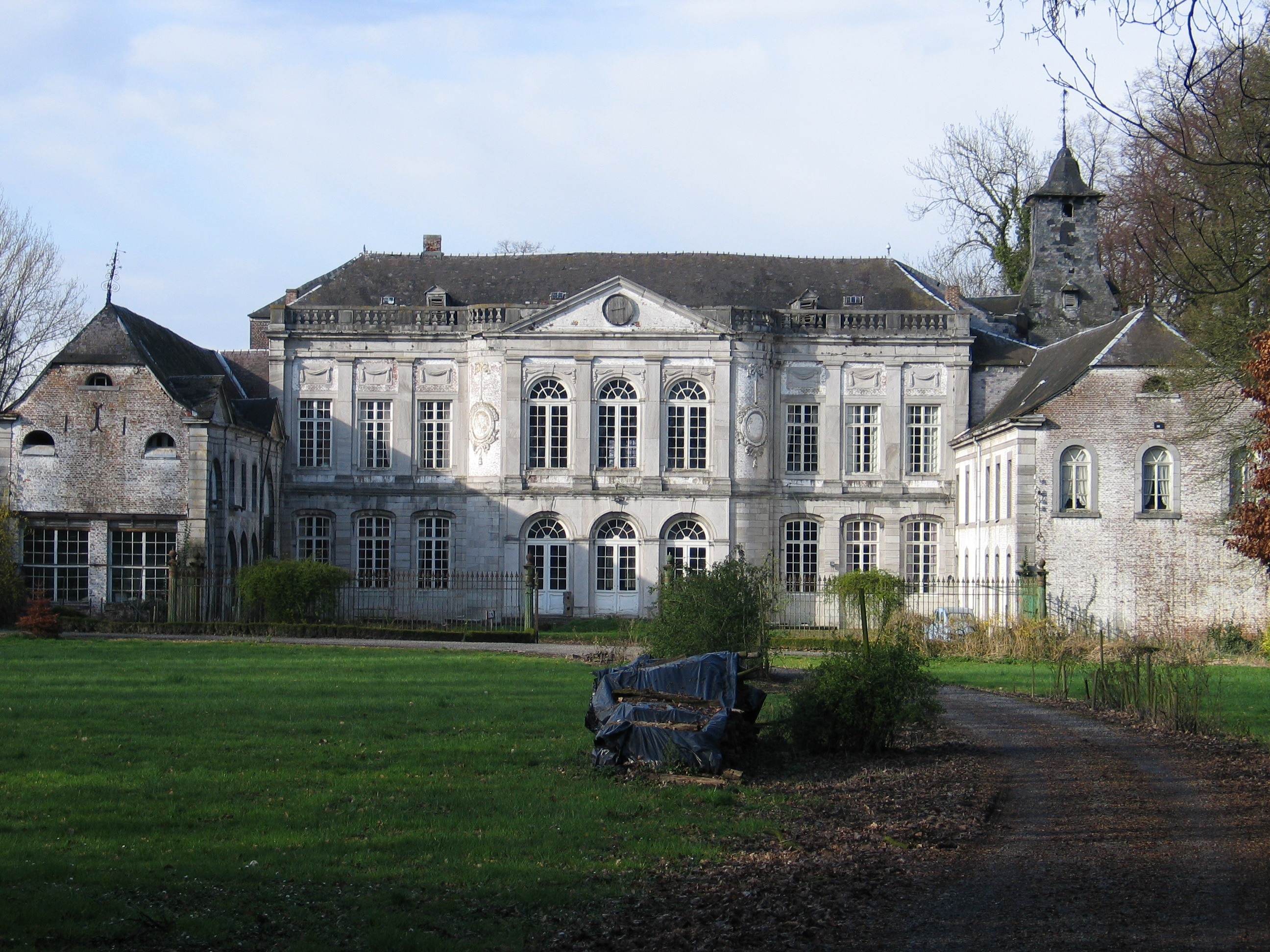
Kasteel van Hasselbroek
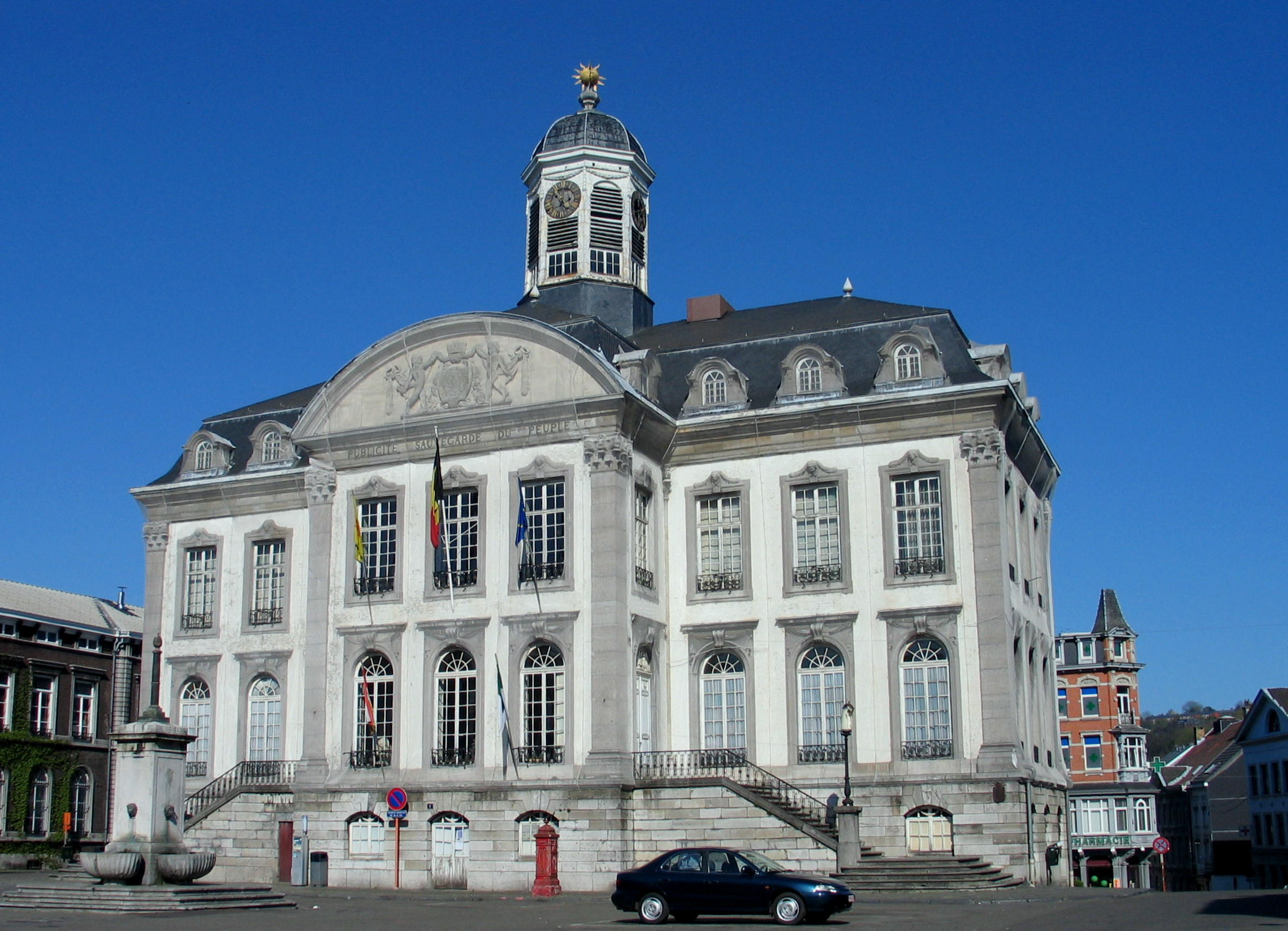
Stadhuis van Verviers
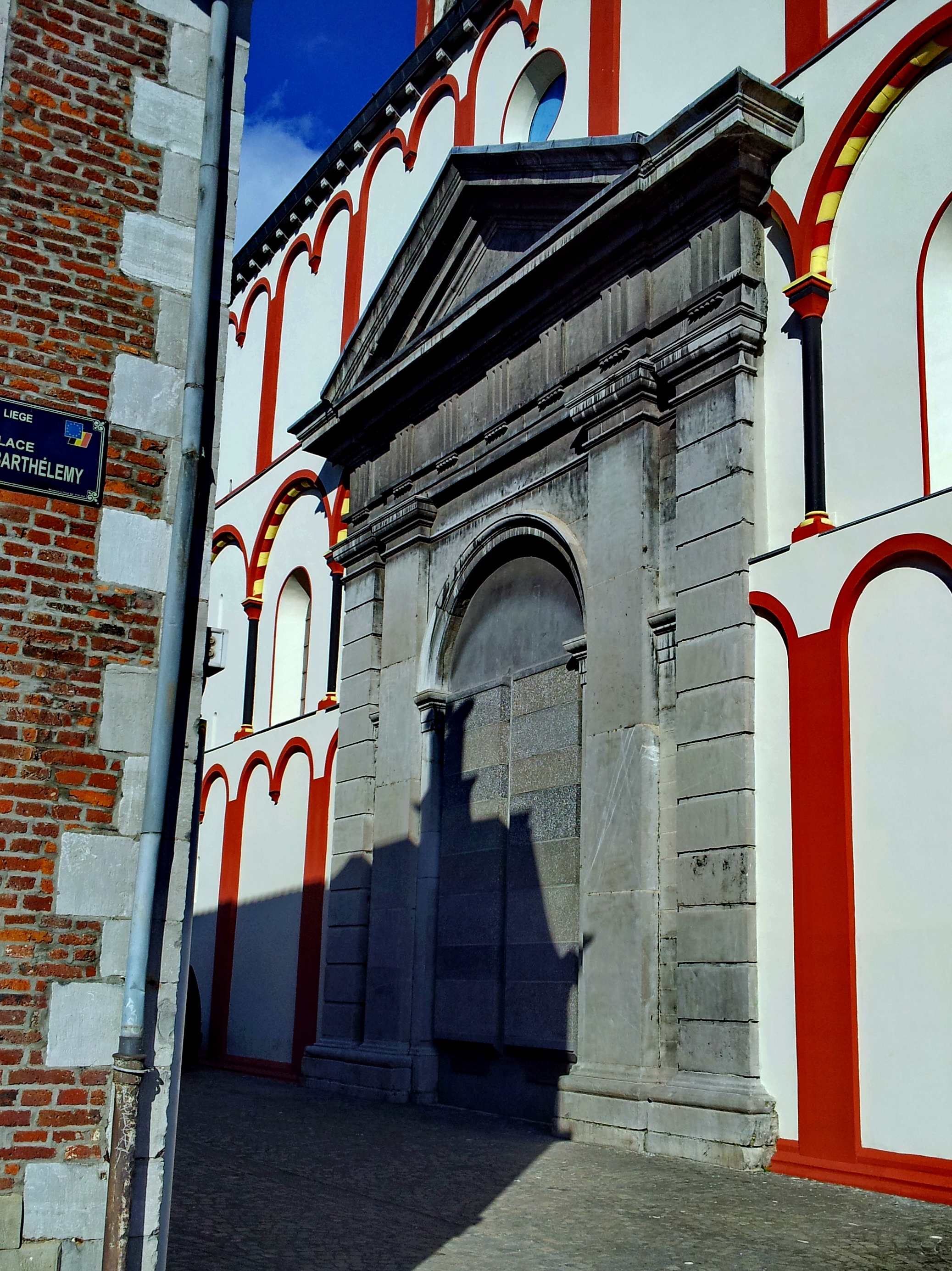
Portaal St.-Barthélemy